# Водний кінь

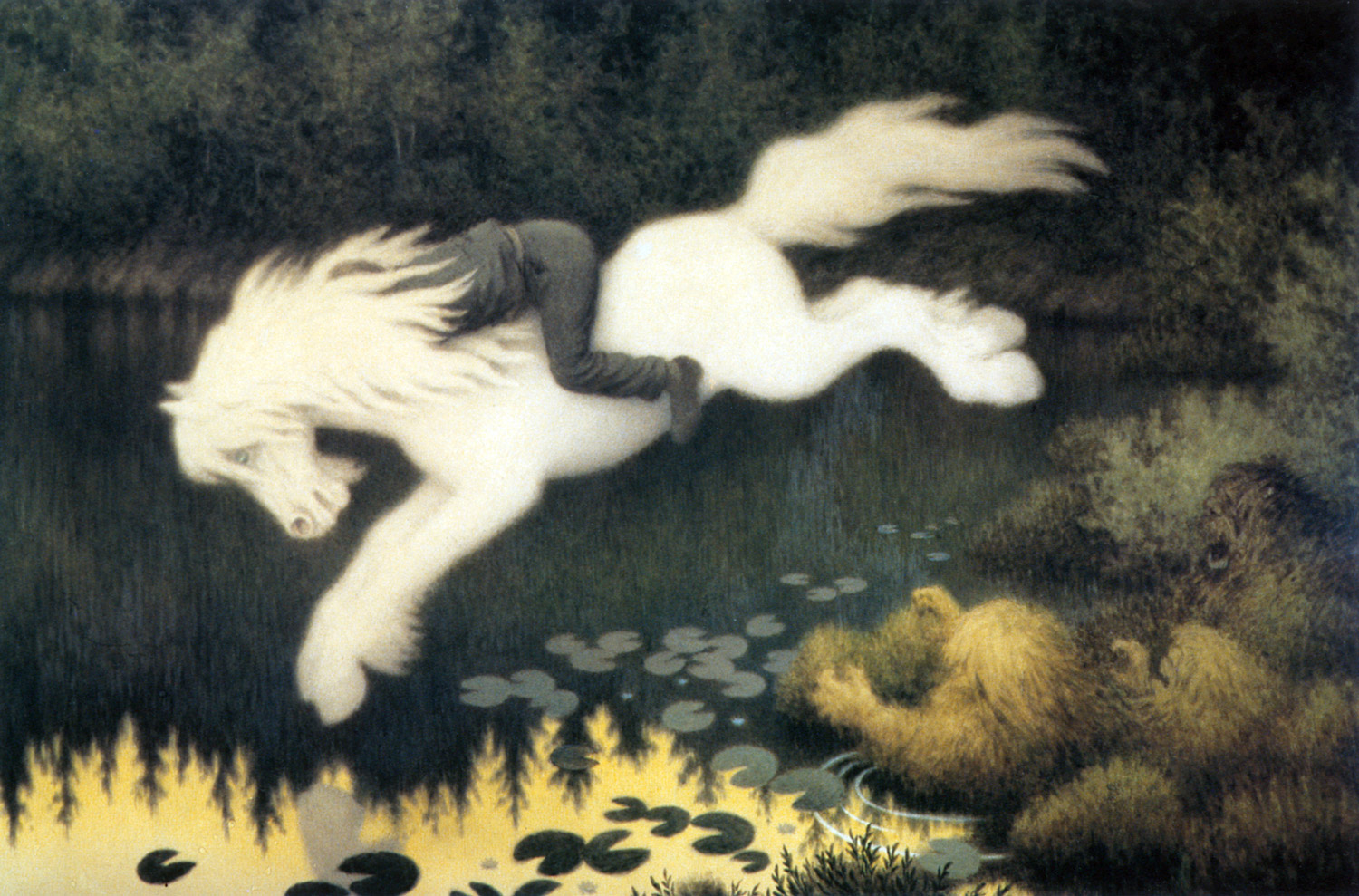
Портрет хлопчика, який їде на нікс у формі водного коня, Теодор Кіттельсен

Водний кінь — міфічна істота, подібна до нікс чи келпі.

## Етимологія
Термін "водний кінь" спочатку належав келпі — істоті, подібній до гіппокампа, який мав голову, шию та гриву звичайного коня, передні ноги коня, але із перетинками, і довгий китоподібний хвіст. Також назва використовувалась як назва для чудовиськ з озер, таких як Огопого та Нессі. Назва "келпі" також часто використовувалась у відношенні багатьох інших шотландських чудовиськ з озер, таких як Ех-ушк'є, Мораґ з Лох-Морару чи Ліззі з Лох-Лохі. Інші назви цих морських монстрів включають "морський кінь" (при цьому не маючи на увазі морського коника) та "гіппокампус" (але не як гіпокамп).
Терміни "водний кінь" чи "келпі" деякі вважають синонімами, а інші називають водного коня жителем лохів, аа келпі — річок, бродів чи водоспадів.

## Інші озерні чудовиська
Водяний кінь часто виступає базовим описом інших озерних монстрів, таких як канадське чудовисько озера Оканагана Огопого чи монстра озера Шамплейн Шампа.

## Появи
- У 1846 році капітан Різдва Військово-морського флоту Данії повідомив, що він бачив "величезного, довгоплелого звіра, що переслідує дельфінів" десь між Ісландією та Фарерськими островами. Він описав, що у істоти була голова коня і шия, і були вони настільки товсті, що були наче талія людини, і вони "витончено рухались, як лебеді".
- 6 серпня 1848 року офіцер корвету Королівського флоту помітив незвичну на вигляд тварину, що пливе до корабля. Він розповідав, що вона була схожа на морську змію з шиєю в 1,2 метра (4 фути). Голова була довжиною близько 38 або 41 см (15 або 16 дюймів). Повідомлялося, що у нього не було видимих плавників, ластів або хвоста, і на його шиї, здавалося, була грива з водоростями.
- Наприкінці 1883 р. біля південного узбережжя Панами було повідомлено про двох істот із головами коня, один з яких менший за іншого. Екіпаж американського китобійника "Hope On" повідомив, що бачив 6-метрову (20 футів) істоту, що занурилася в воду. Істота була коричневого кольору з чорними цятками, чотирма ногами чи ластами і хвостом, "який, здавалося, розділений на дві частини" (маючи на увазі хвіст, що був схожий на китовий), і всі чотири кінцівки і хвіст були оголені, коли він виплив на поверхню. Також була друга істота, яка виглядала так само, проте була набагато меншою за неї.